# ۸۹۵ (خورشیدی)
۸۹۵ هشتصد و نود و پنجمین سال هجری خورشیدی است.

## زادگان
- القاس میرزا صفوی، (درگذشت: ۹۲۹)، فرزند شاه اسماعیل یکم